# Maurizio De Negri
Maurizio De Negri (Serravalle Scrivia, 27 luglio 1926 – Genova, 27 febbraio 2017) è stato un medico italiano, neuropsichiatra, pioniere della neuropsichiatria infantile in Italia.

## Biografia
Maurizio De Negri nasce a Serravalle Scrivia il 27 luglio del 1926.
Si specializza in Clinica delle malattia nervose e mentali nel 1954 e subito inizia il suo servizio in neuropsichiatria infantile presso l'istituto Giannina Gaslini di Genova come assistente incaricato. Tale ruolo gli permette di assistere i bambini affetti da paralisi cerebrali infantili, poliomielite, corea infantile e altri disturbi del sistema nervoso centrale (SNC). 
Dal 1957 ricopre il ruolo di aiuto fino a quando, il 1º agosto del 1961, riceve la promozione a primario.
Negli anni a venire, a causa di una discussione con Germana Gaslini, riguardante l'impossibilità di conciliare la posizione universitaria e ospedaliera, nel momento in cui il neuropsichiatra vince la prima idoneità nazionale come professore ordinario di neuropsichiatria infantile, è costretto a scegliere tra le due posizioni, optando per la prosecuzione del suo progetto al Gaslini.
Soltanto nel 1967, dopo l'ulteriore conseguimento dell'idoneità nazionale, il consiglio di amministrazione del Gaslini accorda il riconoscimento di professore ordinario al primario dell'istituto. Pertanto, nell'Anno Accademico 67-68 De Negri prende la cattedra di neuropsichiatria infantile presso l'Università di Genova e negli anni successivi diventa professore associato, ordinario e direttore della Scuola di Specializzazione di tale disciplina.
Tra gli anni sessanta e settanta frequenta gli Oxford Meeting della Medical, Educational and Information Unit of the Spastic Society, che venivano organizzati ogni due anni da Ronnie Mac Keith. Grazie alla partecipazione ad una vasta gamma di congressi, ha stabilito relazioni e rapporti con colleghi italiani e stranieri, che lo hanno portato a conseguire numerosi riconoscimenti presso istituzioni e società scientifiche nazionali e internazionali.

## De Negri e la nascita della neuropsichiatria infantile
Inizialmente, negli anni cinquanta, il primo nucleo dell'Istituto Gaslini dedicato alla neurologia e alla neuropsichiatria infantile è affidato alla dottoressa Rosina Mesina, che a causa di una malattia si vede costretta ad abbandonare l'incarico. Pertanto, il senatore Gerolamo Gaslini, in cerca di un sostituto, si rivolge al direttore della clinica delle malattie nervose e mentali Lionello De Lisi, che subito raccomanda il suo allievo Maurizio De Negri.
Dopo aver ottenuto il ruolo di primario, meno di dieci anni dopo essere diventato assistente incaricato, il giovane medico, affiancato dal neurologo Cornelio Fazio, promuove lo sviluppo del reparto di neuropsichiatria infantile del Gaslini.

Questo progetto si compone di due fasi: 
- definire gli elementi di base della disciplina studiando gli aspetti semeiologici in età evolutiva (in ambito motorio, intellettivo, linguistico, affettivo-relazionale);
- focalizzare le principali affezioni (epilessie, paralisi cerebrali infantili, insufficienze mentali, depressioni, psicosi) per delineare diagnosi, trattamento e prognosi.

La validità di questi due punti fornisce un'efficace metodologia per cui l'istituto diviene, da allora, uno dei principali centri di riferimento.
È importante sottolineare come la scuola creata al Gaslini da De Negri ad indirizzo neurologico, affiancata dalla scuola romana di Giovanni Bollea nata anni prima presso l'Università Sapienza di Roma ad indirizzo psichiatrico, abbiano avuto un ruolo fondamentale nella configurazione italiana della disciplina della neuropsichiatria infantile e nella formazione di nuovi specialisti altamente qualificati.

## Contributi alla ricerca
Nel 1958 Maurizio De Negri, in collaborazione con Franca Bertamino, effettua i primi cicli di ormone adrenocorticotropo (ACTH), per il trattamento della sindrome di West (grave forma del lattante che si manifesta con spasmi bruschi e ripetuti e arresto seguito da regressione dello sviluppo psicomotorio del bambino). Esito della cura è il controllo degli spasmi e la ripresa delle competenze psicomotorie.
A partire dal 1968, con l'analisi husserliana del problema genetico della conoscenza infantile, il neuropsichiatra modifica l'approccio fenomenologico ai disturbi neuropsichiatrici, insegnando a raccogliere gli elementi pregnanti nelle più complesse situazioni psicopatologiche infantili e nelle dinamiche intrafamiliari e socio-ambientali. Particolare rilievo ha questa tecnica nella cura dell'autismo e dell'anoressia nervosa. 

Negli anni successivi, conduce una ricerca sull'importanza della toxoplasmosi nella patogenesi delle encefalopatie “minori”.
Negli anni ottanta, con Maria Giuseppina Baglietto, studia lo stato di male elettrico (punte-onda continue) in sonno lento nel bambino. Servendosi dell'EEG (elettroencefalografia) descrive il controllo del decadimento cognitivo globale o secondario alla sindrome epilettica con somministrazione di alti dosaggi di benzodiazepine o corticoterapia.

## Progetti
Nel 1985 e nel 1989, sotto la guida di De Negri, nascono, rispettivamente, al Gaslini il corso di psicomotricità dell'età evolutiva e la scuola diretta a fini speciali in terapia della psicomotricità dell'età evolutiva. Scopo della scuola era, ed è ancora oggi, formare gli operatori sanitari della riabilitazione mirata a questa fascia di età.
Collaborando con l'editore Piccin, di Padova, ha introdotto in Italia le basi dottrinali della neuropsichiatria infantile, ampliando gli approcci clinico-culturali nazionali ed internazionali per gli studiosi italiani.

## Fondazioni
È membro fondatore, nel 1964, e presidente, dal 1971 al 1972, della Società Italiana di Neuropsichiatria Infantile (SINPI). Organizza il IV Congresso Nazionale (1971) a Genova nella sede di Palazzo Ducale, data la grande partecipazione. 

Negli anni successivi, viene eletto presidente della sezione nazionale per la neurologia infantile, e di numerosi gruppi di studio della SINPI.
Nel 1971 fonda a Parigi la Societé Européene de Neurologie de l'Enfant, divenuta poi Societé Européene de Neurologie Pédiatrique (SENP), ottenendone per alcuni anni il ruolo di presidente. Nel 1981 organizza alla Fiera del Mare di Genova il “Congresso Aperto”, volto a coinvolgere gli specialisti più all'avanguardia per discutere di argomenti medici e delle novità in ambito medico-sanitario.
Negli anni settanta il suo interesse è catturato da un nuovo progetto, e diviene membro fondatore e vicepresidente del Collegium Paedopsichiatrum Europeicum. Rifiuta, negli stessi anni, la carica di presidente, a causa dei numerosi impegni a cui già era sottoposto.
Diventa, in seguito, membro corrispondente del Groupment Français d'Études en Neuropsychopatologie Infantile, per un confronto europeo con i maggiori esperti in psichiatria infantile.

## Scritti principali
La produzione scientifica a cui si è dedicato è stata rilevante per numero di pubblicazioni, per l'originalità nello sviluppo delle tematiche e per l'estensione alla maggior parte degli ambiti della disciplina. Varie di queste pubblicazioni rappresentano il primo vero sforzo nell'ambito della psicopatologia infantile, per applicare alla clinica la ricerca fenomenologica husserliana e heideggeriana.
- Neuropsichiatria infantile, Bozzi, Genova, 1980.
- Lezioni di neurologia e psicopatologia clinica infantile, Piccin, Padova, 1980.
- Fondamenti fenomenologici alla psichiatria maturazionale, Piccin, Padova, 1986.
- Neuropsichiatria infantile. Lezioni di neurologia, neuropsicologia, psicopatologia clinica, Piccin, Padova, 1990.
- Manuale di neuropsichiatria infantile. Introduzione alla prospettiva “maturazionale” dei disturbi neurologici e neurocomportamentali, Piccin, Padova, 1996.
- Neuropsicopatologia dello sviluppo, Piccin, Padova, 1999.
- Neuropsichiatria dell'età evolutiva, Piccin, Padova, 2004.